# Setge d'Amaiur
El Setge d'Amaiur fou un combat produït després de l'últim intent de reconquesta del Regne de Navarra d'Enric II de Navarra, a causa de la invasió pel Regne de Castella en 1512.

## Antecedents
Després de la derrota a la batalla de Noáin, els navarresos fidels a Enric II de Navarra es van refugiar al Bearn i la Baixa Navarra, dominis dels Albret a l'altra banda dels Pirineus.
El setembre del 1521 els navarresos van fer una altra incursió a la vall de Baztán-Bidasoa i van conquistar el castell d'Amaiur, respectant la vida de l'alcaid i de la guarnició castellana del castell. Es va quedar al castell una guarnició d'uns 200 navarresos, sota el comandament de Jaime Belatz Medrano.

## El setge
A principis de febrer, les tropes castellanes comencen a fer incursions a la vall. El 14 de març prenen la fortalesa de Ortzorrotz. El 17 de juny de 1522, després d'una batalla, ocupen també la vila de Santesteban, tallant la comunicació d'Amaiur amb Hondarribia. El virrei castellà, comte de Miranda, va ordenar el 3 de juliol la presa d'Amaiur. Les tropes castellanes amb navarresos beamontesos voltar el castell amb uns 10.000 homes, contra els 200 defensors navarresos del castell.
Els navarresos van resistir diversos atacs des del 15 fins al 22 de juliol, en què van capitular.

## Conseqüències
Els defensors van ser capturats i portats a Pamplona, catorze dies després van morir Jaime Belatz i el seu fill, amb sospites d'enverinament. Després de la presa de la fortalesa es va procedir a realitzar processaments judicials i posteriors execucions. El 12 d'agost es va ordenar destruir la fortalesa, calant-hi foc, després de confiscar els objectes de valor.